# 神宮寺 (千葉県神崎町)
神宮寺（じんぐうじ）は、千葉県香取郡神崎町並木にある真言宗智山派の寺院。山号は妙法山。本尊は阿弥陀如来・十一面観音。

## 由緒
寺伝によれば、空海がこの地を訪れ阿弥陀三尊を安置し、円仁が庵を結んだという。古くから神崎神社の別当寺であった。

## 文化財
- 千葉県指定有形文化財
  - 木造十一面観音立像
  - 神宮寺文書（大般若波羅蜜多経経箱入）
- 神崎町指定文化財
  - 並木神宮寺仁王門
  - 神宮寺観音堂

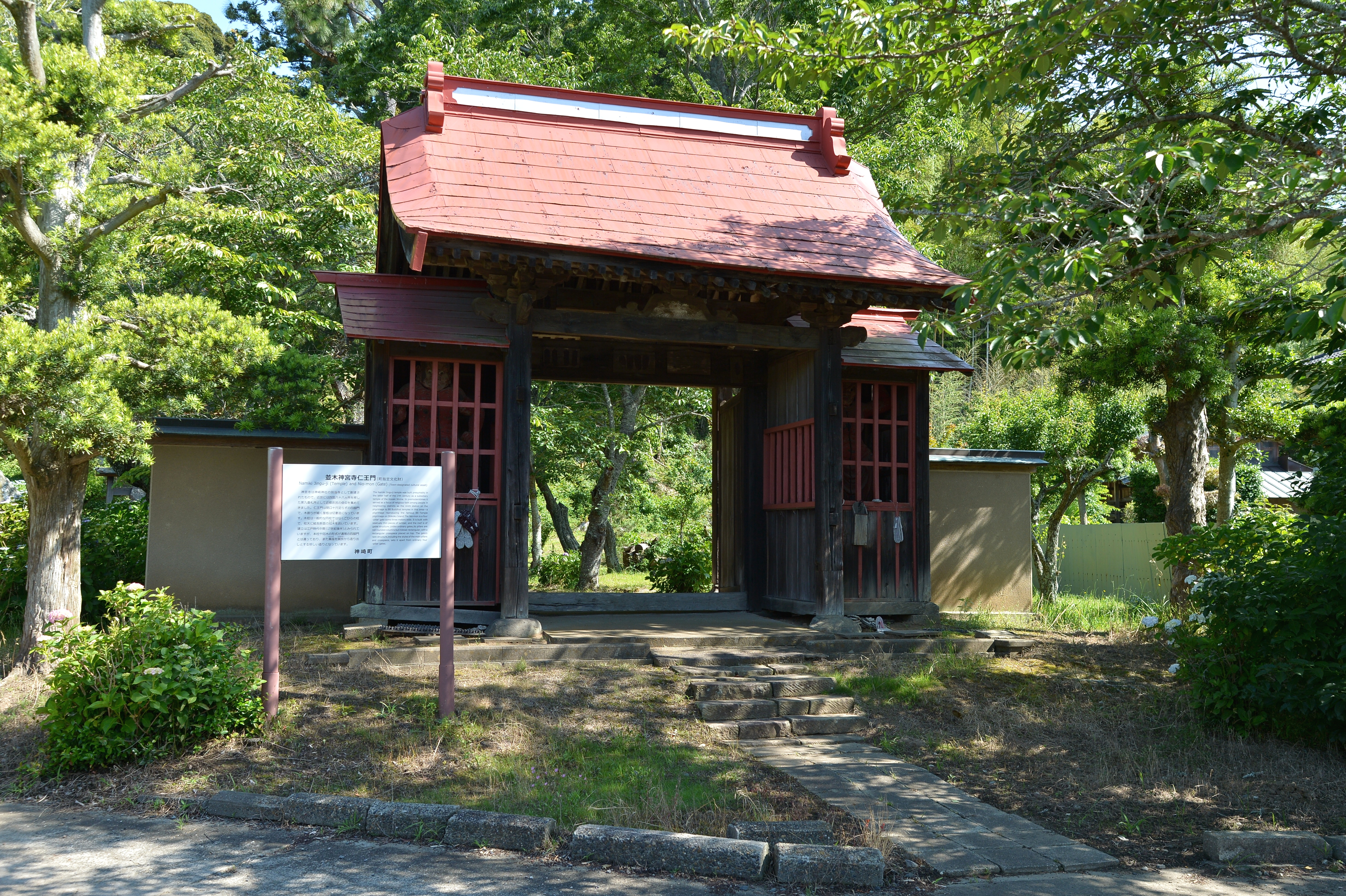
仁王門
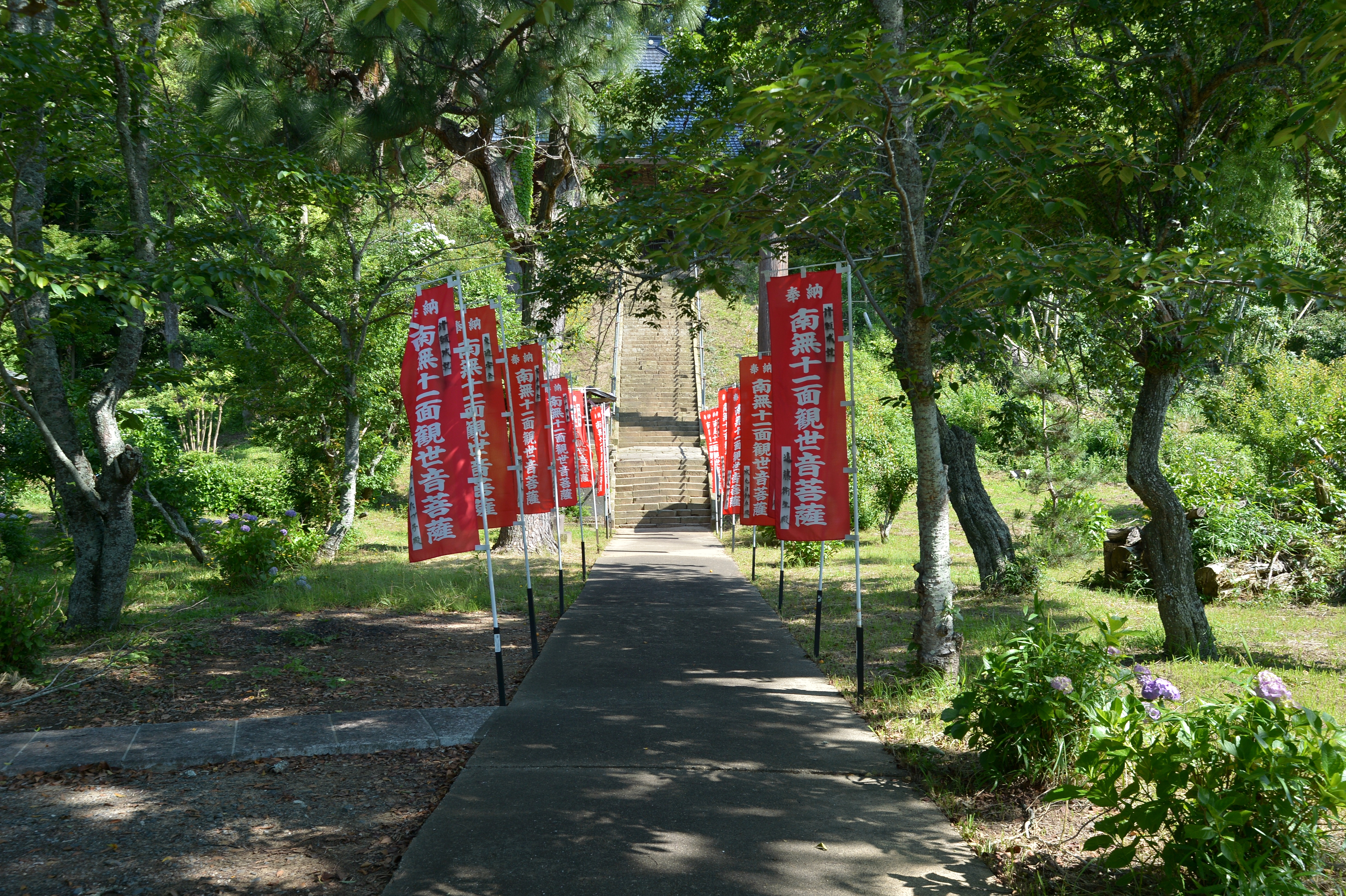
参道
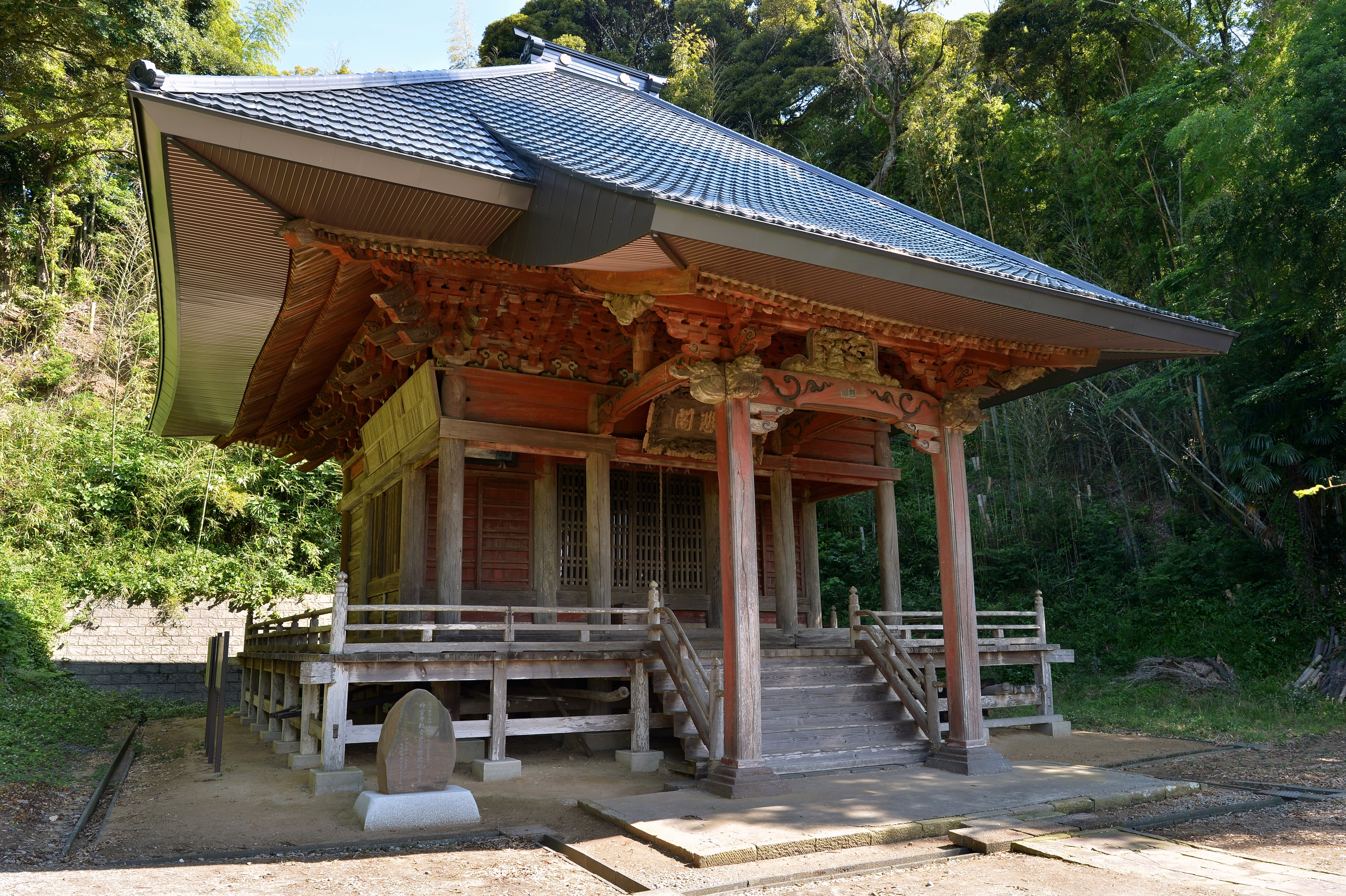
観音堂

## 所在地
- 千葉県香取郡神崎町並木645